# Jordão da Saxônia
Beato Jordão da Saxônia ou Jordano (castelo de Burgberg, Dassel, ca. 1190, Costa da Síria. 13 de fevereiro de 1237). Teólogo Dominicano alemão, foi sucessor de São Domingos de Gusmão como Mestre Geral da Ordem de Pregadores.

## Biografia
Jordão era filho dos condes do Ebersteins ou Oberstein, no Ducado da Saxónia. Nasceu por volta do ano 1176 no castelo do Borgberge, perto do Dassel, na região alemã de Vestfália. Em 1210 é enviado à Universidade de Paris onde estuda matemática, literatura, filosofia, direito canônico, sagrada escritura e teologia.
Em 1219 conhece em Paris São Domingos de Gusmão, cujas pregações passa a frequentar e com o qual se entrevistou em duas oportunidades. A pregação de Reginaldo de Orleans deu-lhe o último impulso para ingressar na Ordem dos Pregadores. Reginaldo, quando à frente da Universidade de Bolonha, impressionava a muitos estudantes e professores por sua oratória, entre os quais se contam Mestre Moneta e Rolando de Cremona. Em uma quarta-feira de cinzas ele, Reginaldo, dirigiu uma pregação por insistência de monges que queriam adentrar à Ordem de São Domingos. Era esta a influência que teve Jordão desde sua conversão.
Em 1220, Jordão participa do primeiro capítulo geral da Ordem, celebrado em Bolonha onde passará a frequentar os estudos da Bíblia ministrada pelos frades de Paris.
Posteriormente passa a governar a província dominicana da Lombardia e, tendo morrido São Domingos de Gusmão, o fundador dessa ordem dos dominicanos. É eleito Superior da Ordem no ano Pentecostal de 1222, quando só contava com 32 anos de idade. Como o seu antecessor, ele era famoso como sendo um disciplinador severo cujo entusiasmo para com a regra era temperado com bondade. Como superior ele participou do capítulo geral de 1226, e em não poucas ocasiões serve de conselheiro ao papa Gregorio IX.
Seu pregação sobre Jesus Cristo atraiu à Ordem um grande número de doutores, professores, diversos eruditos e conotados estudantes, especialmente nas cidades universitárias de Paris, Bolonha e Vercelli. As lendas medievais dizem que Jordão teria criado as bases de 240 comunidades de frades e recebido na ordem a uns mil noviços, entre os quais se conta a Alberto Magno, Humberto de Romans e Hugo de Saint-Cher.
Finalmente embora extenuado por sua pregação itinerante, visitou várias províncias dominicanas, entre elas as da Terra Santa. Visitou vários outros lugares e por fim, embarcou na Síria rumo a Nápoles, mas perto já da costa da Palestina, a embarcação foi acometida por uma furiosa tempestade, que a fez naufragar e, neste naufrágio, Jordão, com outros dominicanos, morre afogado em 1237.
Jordão foi venerado como santo sem ser canonizado e o papa Leão XII confirmou seu culto o 10 de maio de 1826.

## Mecenato
Ele é tido como o patrono da vocação Dominicana.
Jordão é considerado o santo padroeiro da Faculdade de Engenharia da Igreja Católica das Filipinas Universidade de Santo Tomas, que está sob a ordem Dominicana.
Em sua honra, lhe dá o nome ao seminário dominicano "Seminário Apostólico Dominicano Jordão da Saxônia", situado ao lado do Convento de São Domingos
Bogotá, Colômbia por Frei Adalberto Ariza O. P.

## Obra
- Jordão é o autor de Libellus de principiis Ordinis Praedicatorum ("Livreto sobre os primórdios da Ordem dos Pregadores"), um texto latino que é ao mesmo biográfico e narrativo, contendo o mais antigo texto relativo a São Domingos e as primeiras narrativas sobre a fundação da Ordem. A Jordão se deve a primeira biografia de São Domingos de Gusmão.
- Foi um profundo conhecedor do evangelho de São Lucas e suas cartas espirituais são o legado mais antigo da literatura mística alemã.
- Commentarius in Priscianum Minorem
- Commentarius in Apocalypsin
- Livro dos princípios da Ordem dos Pregadores
- Epístolas, entre as quais:
  - "Epístola Encíclica"
  - "Epístola de Jordão da Saxônia para Dianae de Andalo"
- Oratio ad beatum Dominicum Versio Anglica
- Sermões